# Julius Grober
Julius Johann August Armin Grober (* 27. November 1875 in Laucha an der Unstrut; † 10. November 1971 in Bonn) war ein deutscher Internist.

## Leben
Julius Grober nahm nach abgelegtem Abitur ein Studium der Medizin an den Universitäten Jena, Bonn und Straßburg auf, das er 1899 mit dem Erwerb des akademischen Grades eines Dr. med. abschloss. 1895 wurde er Mitglied der Burschenschaft Alemannia Bonn. Er habilitierte sich 1901 in Jena für Innere Medizin, war danach dort drei Jahre als außerordentlicher Professor tätig, bevor ihm 1909 die Leitung der Städtischen Krankenanstalt in Essen übertragen wurde.
Nach seiner Teilnahme als Oberstabsarzt im Ersten Weltkrieg wurde er 1918 zum ordentlichen Professor und Direktor der Medizinischen Klinik an der Landesuniversität Dorpat ernannt.
Nach der Unabhängigkeit Estlands 1918 kehrte Grober nach Jena zurück, wo er einen Lehrauftrag für physikalische und diätetische Therapie annahm. 1925 wurde er mit der Leitung des Physikalisch-Therapeutischen Instituts der Universität betraut. 1932 erfolgte dort seine Ernennung zum außerordentlichen Professor, 1944 wurde er emeritiert. Grober wurde 1945 reaktiviert und lehrte von 1948 bis zu seiner endgültigen Emeritierung 1950 als außerordentlicher Professor für Physikalische Therapie.

## Schriften
- Die Resorptionskraft der Pleura, Habilitationsschrift, Fischer, 1901
- Der Sinn der Rassenhygiene
- Das deutsche Krankenhaus: Handbuch für Bau, Einrichtung und Betrieb der Krankenanstalten, Ausgabe 3, Fischer, 1932
- Klinisches Lehrbuch der physikalischen Therapie, Ausgabe 3, Fischer, 1960